# آرکائیم
الگو:Indo-European
آرکائیم(به روسی: Аркаим) نام مکانی باستانی در جنوب کوه‌های اورال در استان چلیابینسک روسیه است. آرکائیم سکونت‌گاهی مربوط به فرهنگ سینتاشتا بوده‌است.
آرکایم را اوایل هند و ایرانی ها نسبت می دهند که از فرهنگ Sintashta است ، به باور دانشمندان این نشان دهنده ی هندوایرانی های قبل از تقسیم است که به گروه های مختلف و مهاجرت به آسیای مرکزی و از آنجا به ایران و هند و دیگر نقاط اوراسیا.

مکان باستانی آرکائیم در ۱۹۸۷ کشف‌شد. این سکونت‌گاه در نزدیکی سینتاشتا جای‌دارد و شواهد موجود نشان می‌دهد که سوزانده و رها شده‌است. مساحت این سکونت‌گاه ۲۰هزار متر مربع است و با دو دیوار دایره‌ای از آن پاسداری می‌شده‌است. همچنین خندقی با ژرفای ۲ متر گرد آن را فرامی‌گرفته‌است. ۱۵۰۰ تا ۲۵۰۰ تن می‌توانسته‌اند آرکائیم بزیند. گرداگرد این سکونت‌گاه کشتزارهایی با سامانهٔ آبیاری یافت شده‌است. بازمانده‌های بذر ارزن و جو هم در این کشتزارها یافت شده‌است.
سایت باستان‌شناسی آرکائیم جذابیت‌های رسانه‌ای چندی در روسیه یافته است و گروه‌های پیرو علوم خفیه و هواداران شبه علم نیز بدان توجه نشان‌می‌دهند.